# Tim Mountford
Tim Mountford (nascido em 2 de abril de 1946) é um ex-ciclista olímpico estadunidense. Representou sua nação nos Jogos Olímpicos de Verão de 1964 e 1968.